# ブラチスラヴァ空港

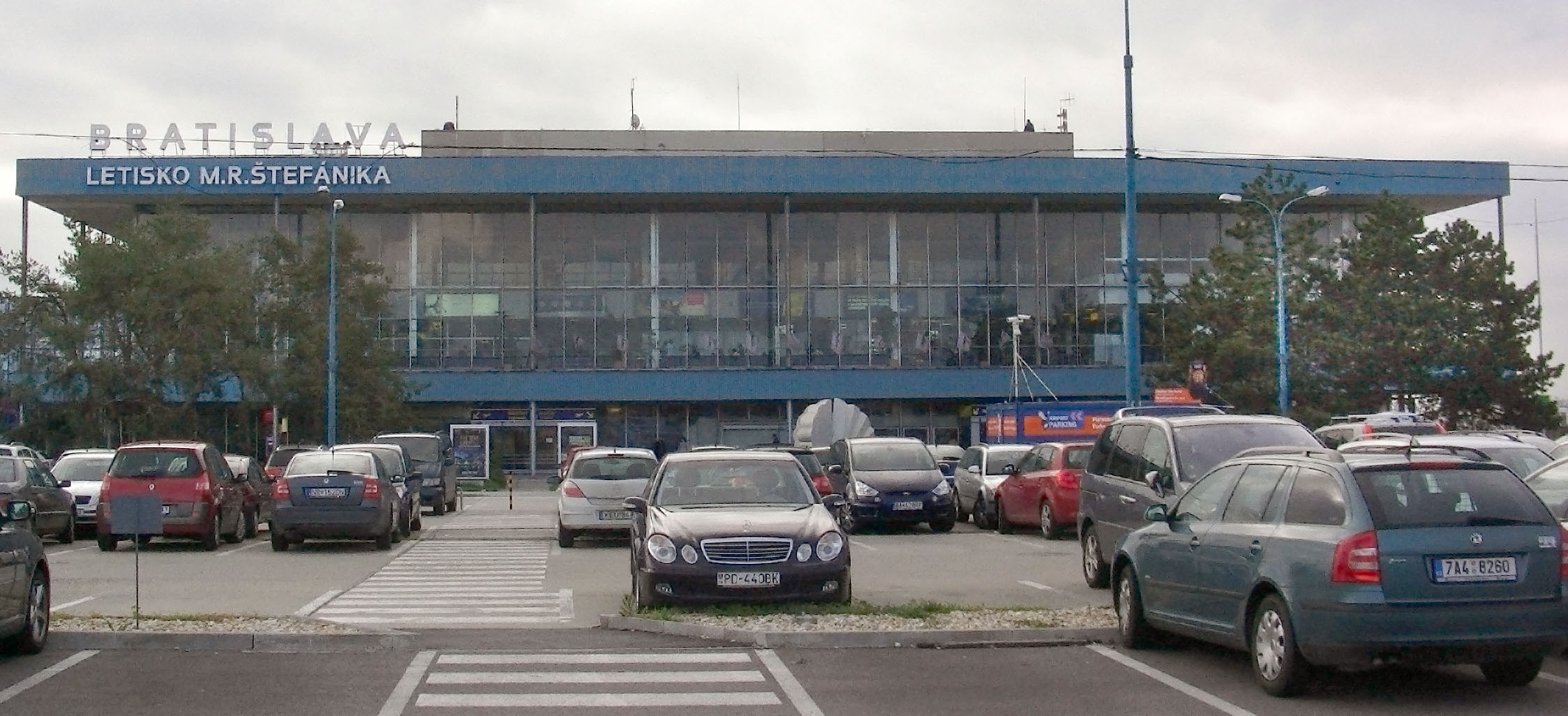
ブラチスラヴァ-ニューヨーク線が就航した1970年に運用を開始した旧Aターミナル（2010年運用終了）

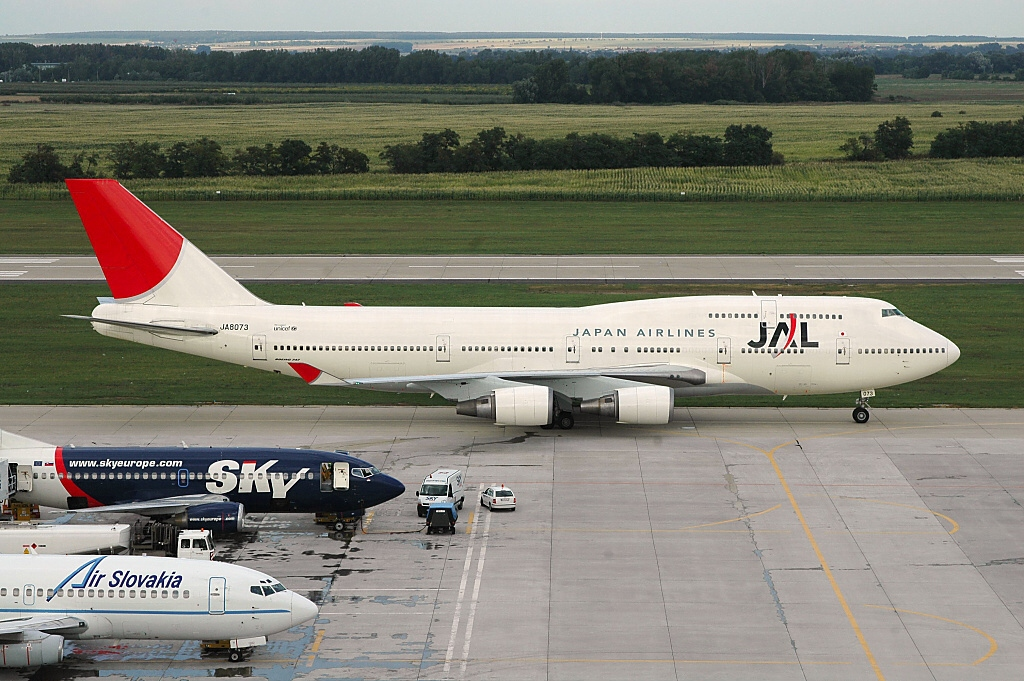
日本の航空機として初めてブラチスラヴァ空港に寄港した日本航空ボーイング747-400型機（2006年）

ミラン・ラスチスラウ・シュテファーニク空港（スロバキア語：Letisko Milana Rastislava Štefánika、英語：Milan Rastislav Štefánik Airport）は、スロバキアの首都ブラチスラヴァ市にある国際空港。旧称はブラスチラヴァ・イヴァンカ空港（Letisko Bratislava - Ivanka）で、ブラチスラヴァ空港（Letisko Bratislava / Bratislava Airport）とも呼ばれる。

## 概要
空港名は第一次世界大戦時のスロバキア人軍人で、1919年にブラチスラヴァ近郊で搭乗のイタリア軍機が墜落して死亡したミラン・ラスチスラウ・シュテファーニクにちなむ。空港ターミナルはブラチスラヴァ中心部から北東9キロメートルのブラチスラヴァ2区ルジノウ街区にある。空港区域はルジノフ街区、ウラクニャ街区および両街区に隣接するセネツ郡イヴァンカプリドゥナイ村、モストプリブラチスラヴェ村にまたがり、区域面積は4.77平方キロメートル。M・R・シュテファーニク空港=エアポート・ブラチスラヴァ株式会社（BTS, Letisko M. R. Štefánika - Airport Bratislava, a.s.）が運営する。空港から1時間圏内にウィーン（オーストリア）、ブルノ（チェコ）、ジェール（ハンガリー）の各都市を擁する。
現空港から3キロ北方のヴァイノリ街区にあった旧ブラチスラヴァ・ヴァイノリ飛行場（Letisko Bratislava-Vajnory）を前身とし、1923年10月29日にチェコスロバキア国営航空（ČSA）のアエロA-14型機によるチェコスロバキア初の民間定期航空路線（プラハ - ブラチスラヴァ）が就航した。プラハ発の初便はČSAのカレル・ブラベネツ（Karel Brabenec）が操縦し、乗客は新聞記者のヴァーツラフ・ケーニッヒ（Václav König）1人だった。ヴァイノリ飛行場にはのちウィーンやクルージュ＝ナポカ（ルーマニア）、ブカレストへの国際線も就航した。
第二次世界大戦後の1947年、ヴァイノリ飛行場に代わる現空港の建設が計画され、1948年に着工。04-22番滑走路（長さ1,900メートル）と13-31番滑走路（同1,500メートル）の直交する2本の滑走路を持つブラチスラヴァ・イヴァンカ空港（Letisko Bratislava - Ivanka）として1951年に完成した。1970年に新しいAターミナルが完成し、同年5月にはイリューシンIl-62型機によるČSAのブラチスラヴァ - プラハ - アムステルダム - ニューヨーク線が就航した。さらに1980年代末に拡張工事が行われ、04-22番滑走路を2,900メートルに、13-31番滑走路を2,950メートルに延長した。
民主化後の1991年には、連邦を構成する地元スロバキア共和国が設立したスロバキア空港管理公益法人（Príspevková organizácia Slovenská správa letísk）に移管され、連邦制解消後の1993年7月21日に現名称のミラン・ラスチスラウ・シュテファーニク空港に改称。1994年にBターミナルの運用を開始した。1997年には13-31番滑走路をICAOのILSカテゴリーIIIAに適合させる改修が行われ、同滑走路を3,190メートルに延長。1998年3月に新管制塔の運用を開始した。
運営機関のスロバキア空港管理公益法人は2004年5月5日に株式会社化され、M・R・シュテファーニク空港=エアポート・ブラチスラヴァ株式会社に改組された。スロバキアのシェンゲン協定加盟にともない、2006年6月にシェンゲン圏諸国発の国際線用に設けられた到着専用Cターミナルの運用を開始した。
空港利用客数は、民主化後の1990年代にはわずか55キロしか離れていないウィーン国際空港との競合で減少したが、その後スカイヨーロッパ航空など国内航空各社の路線網拡大にともない、2007年には年間200万人を突破し、2008年には221万8545人に達した。老朽化と利用客の急増に対応するため、旧Aターミナルに代わる新Aターミナルが建設され、2012年に全面供用を開始した。
空港会社は新Aターミナルの完成で年間500万人の利用が可能になると見込んだが、世界的な不況の影響で、本空港を拠点空港とするスカイヨーロッパ航空、シーグル・エアー、エア・スロバキア、ダニューブ・ウイングスの国内航空各社が2009年以降相次いで倒産し消滅した影響で、一時年間利用客数は100万人台に落ち込んだ。2014年に発表されたニキ航空（オーストリア）の拠点化は親会社エア・ベルリンの経営悪化で実現せず、2015年のライアンエアー（アイルランド）拠点化でも、当初計画の航空機2機の常駐は果たせず、スロバキア国内の企業からボーイング737-400型1機のリースを受けて常駐させる形に縮小された。
世界経済の復調に伴い、旅客数は2015年以降徐々に回復した。ノルウェー・エアシャトル（ノルウェー）、フライドバイ（アラブ首長国連邦）、ポベーダ航空（ロシア・アエロフロート子会社）、ウィズエアー（ハンガリー）、カイロ航空（エジプト）、ジョージア航空（ジョージア）、エリン航空（ギリシャ）の格安会社を中心とした各国航空会社が新規就航したほか、従来から就航しているライアンエア－やスマートウィングズ（チェコ、旧トラベル・サービス）の発着路線の拡充、さらに多くのチャーター便の発着に支えられ、2018年には利用客数が過去最高の229万2712人を記録した。
しかし、チェコスロバキア民間定期航空開始時からの伝統路線だったブラチスラヴァ - プラハ線と、スロバキア国内線であるブラチスラヴァ - コシツェ線は、運航していたチェコ航空が充当機材のATR 42型機がリース切れとなることを理由に2019年1月11日で休止した。

## 空港施設

### 旅客ターミナル
| Aターミナル                                                                      | Bターミナル                                                           | 総合航空ターミナル （旧Cターミナル）                            |
| -------------------------------------------------------------------------------- | --------------------------------------------------------------------- | --------------------------------------------------------------- |
| 2010年暫定供用開始 2012年全面運用開始                                            | 1994年供用開始 2012年全面改修                                         | 2006年供用開始 2016年転用改修し再供用開始                       |
| 国内線・シェンゲン圏域出発口（1〜9番ゲート） シェンゲン圏外出発口 全旅客便到着口 | シェンゲン圏外出発口（10〜13番ゲート） シェンゲン圏外到着便税関事務所 | 自家用、ビジネス便、要人用ターミナル 航空救急搬送業務ターミナル |
|                                                                                  |                                                                       |                                                                 |

### 滑走路
コンクリート舗装の直交する2本の滑走路があり、単発機からボーイング747型機までの全旅客機の着陸が可能である。
- 13-31番滑走路 - 3,190m x 45m、ILSカテゴリー:IIIA
- 04-22番滑走路 - 2,900m x 60m、ILSカテゴリー:I

開港当初からの直交する滑走路の構成は現地の各季節における卓越風を考慮したもので、強風時には2本のうち1本を使用している。離陸には主に04番または13番滑走路を、着陸には主に22番または31番滑走路を優先的に使用している。

## 就航路線

### 定期便・季節便
（2018年現在）
| 航空会社                   | 就航地 |
| -------------------------- | --- |
| カイロ航空                 | フルガダ 季節運行：マルサ・アラム |
| キプロス航空               | 季節運行：ラルナカ(2019年6月8日就航) |
| チェコ航空                 | コシツェ、プラハ (両都市とも2019年1月11日で運休) |
| フライドバイ               | ドバイ |
| ジョージアン・エアウェイズ | 季節運行：トビリシ |
| ポベーダ航空               | モスクワ (ヴヌーコヴォ) |
| ライアンエアー             | アテネ、パリ (ボーヴェ)、ベルガモ、バーミンガム、ボローニャ、ブリュッセル (シャルルロワ)、ダブリン、エディンバラ、ジローナ、キーウ (ボルィースピリ)、リーズ/ブラッドフォード、ロンドン (スタンステッド)、マドリード、マルタ、マンチェスター、ニシュ、パフォス、 ローマ (チャンピーノ)、テッサロニキ 季節運行：アルゲーロ、ブルガス、コルフ、ダラマン、エイラート・オブダ、アイントホーフェン、マラガ、マラケシュ、パルマ・デ・マヨルカ |
| スマートウィングズ         | 季節運行：ブルガス、カターニア、コルフ、イラクリオン、ラメツィア・テルメ、ラルナカ、マラガ, オルビア、パルマ・デ・マヨルカ、ロードス、ザキントス |
| ウィズエアー               | キーウ (ジュリャーヌィ)、ロンドン (ルートン)、リヴィウ、スコピエ、ソフィア |

### 貨物便
（2018年現在）
| 航空会社          | 就航地                                    |
| ----------------- | ----------------------------------------- |
| DHLアビエーション | ブリュッセル、ライプツィヒ/ハレ、スコピエ |

## 拠点空港としている航空会社
- スマートウィングズ（旧・トラベルサービススロバキア）
- スロバキア内務省航空局

過去には以下の航空会社が拠点空港としていた。
- ダニューブ・ウイングス（2013年業務停止、2014年破産）
- エア・スロバキア（2010年破産）
- シーグル・エアー（2010年破産）
- スカイヨーロッパ航空（2009年破産）
- スロバキア航空（2007年破産）

## 事件・事故

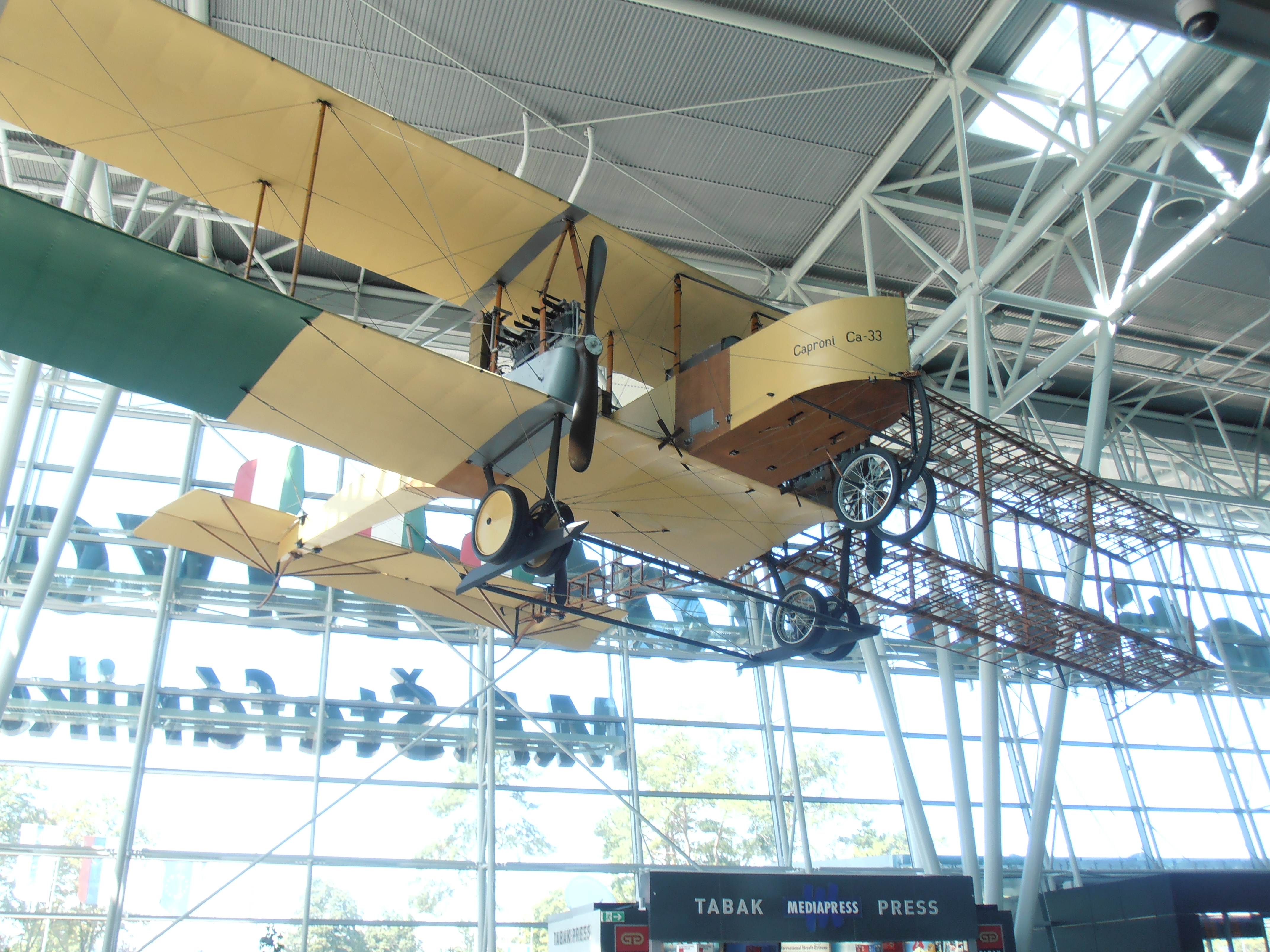
ミラン・ラスチスラウ・シュテファーニクが搭乗したカプロニCa.33型機（空港ターミナルビル内の復元展示機）

- 1919年5月4日 - チェコスロバキア軍団指導者の軍人でスロバキア人のミラン・ラスチスラウ・シュテファーニクが搭乗したイタリア軍の複葉機（カプロニCa.33）が着陸直前に墜落し、シュテファーニクら4人全員が死亡。イタリア軍機の国籍マークを色が似ている敵国ハンガリー軍のものと誤認したという友軍撃墜説、エドヴァルド・ベネシュやトマーシュ・マサリクによる謀殺説がある。
- 1966年11月26日 -  悪天候によるダイバートでブラチスラヴァ空港に寄港したソフィア発東ベルリン行きブルガリア=ソビエト航空輸送会社（TABSO）101便（イリューシンIl-18D、機体記号LZ-BEN）が31番滑走路離陸後、8キロ北方のブラチスラヴァ市ラチャ街区の森林地帯に墜落。乗客の日本人1人を含む乗員乗客85人全員が死亡。事故原因の調査をめぐりチェコスロバキアとブルガリアの外交問題に発展した。スロバキア最大の航空機事故。（en:TABSO Flight 101）
- 1976年7月28日 - プラハ発ポルナー、ブルノ、ホドニーン、コストリャニ経由ブラチスラヴァ行きチェコスロバキア国営航空001便（イリューシンIl-18D、機体記号OK-NAB、愛称"コシツェ"）が22番滑走路着陸時、所定の高度より高い高度から降下し急制動をかけたことをきっかけに、4番エンジン表示灯の誤点灯や副操縦士の不適切な操作などが重なり、高度50メートルで右旋回して滑走路を逸脱。復航できないまま低空で管制塔をかすめ空港北方の貯水池（ズラテー・ピエスキ湖）に着水大破した。乗員乗客76人死亡、乗客3人負傷。（en:ČSA Flight OK-NAB）
- 1977年2月11日 - プラハ発ブラチスラヴァ経由コシツェ行き郵便機のチェコスロバキア国営航空471便（アヴィアAv-14、機体記号OK-OCA）が22番滑走路着陸時に空港手前2キロの地点で墜落。郵政職員2人と乗員2人が死亡、乗員1人負傷。悪天候にともなう視界不良の中、風向および風圧の特定の条件下で高度計が誤った高度を表示したことが原因。
- 1977年10月20日 - 東部スロバキア県バルジェヨウ市の別荘で階段から落ち腕を骨折したチェコスロバキア大統領グスターフ・フサークの2番目の妻ヴィエラ・フサーコヴァーをブラチスラヴァまで緊急搬送したヘリコプター（ミルMi-8）が、濃霧のため空港内で着陸に失敗。フサーコヴァーと乗員3人、添乗の医師1人の5人全員が死亡。
- 1999年2月8日 - Avistar（ガーナ）の貨物便（ボーイング707-328C型機）が滑走路から逸脱して擱座した。負傷者なし。
- 1999年6月6日 - 国際航空ショー"SIAD 1999"でデモ飛行中の英空軍練習機BAeホーク200が機体引き起こしの遅れで空港滑走路上に時速約500〜600キロで衝突。制御不能となった機体は爆発炎上して跳ね上がりながら空港用地内の物置小屋などを約200メートルにわたってなぎ倒した。英空軍所属のパイロットとなぎ倒された建物の屋上で見物していた女性の2人が死亡、破片を受けた地上の4人が負傷。